# علياء (اسم)
علياء هو اسم علم مؤنث باللغة العربية.

## قائمة
- كود سباركل
- تحديث القائمة

1. العالية مجاهد، مغنية مغربية.
2. أليا سابور، رياضياتية أمريكية.
3. عاليا بهات، ممثلة هندية.
4. عالية محمد باقر، أمينة مكتبة عراقية.
5. عالية ممدوح، كاتبة عراقية.
6. عليا جانين.
7. عليا شوكت.
8. علياء بنت خليفه آل مكتوم.
9. علياء سعيد محمد.
10. علياء مصطفينا، لاعبة جمباز فني روسية.
11. علياء ملكة الأردن، ملكة أردنية، عقيلة الملك الحسين بن طلال.
12. علياء موسى.

## أشخاص
- علياء بهاء الدين طوقان، زوجة الملك الأردني السابق الحسين بن طلال الثالثة.
- علياء بلعيد، مطربة تونسية من قابس.
- علياء الحميان، والدة مؤسس إمارة الرشيد في حائل.
- علياء بنت خليفه آل مكتوم، أميرة إماراتية.
- علياء المنذر، مطربة لبنانية ووالدة المطربان فريد الأطرش وأسمهان.